# Mötley Crüe/Diskografie
Diese Diskografie ist eine Übersicht über die musikalischen Werke der US-amerikanischen Glam-Metal-Band Mötley Crüe. Den Schallplattenauszeichnungen zufolge hat sie bisher mehr als 27,9 Millionen Tonträger verkauft, davon alleine in ihrer Heimat über 24,8 Millionen. Ihre erfolgreichste Veröffentlichung ist das Studioalbum Dr. Feelgood mit über 6,5 Millionen verkauften Einheiten.

## Alben

### Studioalben
| Jahr | Titel                 | Höchstplatzierung, Gesamtwochen, AuszeichnungChartplatzierungen (Jahr, Titel, Platzierungen, Wochen, Auszeichnungen, Anmerkungen) | Höchstplatzierung, Gesamtwochen, AuszeichnungChartplatzierungen (Jahr, Titel, Platzierungen, Wochen, Auszeichnungen, Anmerkungen) | Höchstplatzierung, Gesamtwochen, AuszeichnungChartplatzierungen (Jahr, Titel, Platzierungen, Wochen, Auszeichnungen, Anmerkungen) | Höchstplatzierung, Gesamtwochen, AuszeichnungChartplatzierungen (Jahr, Titel, Platzierungen, Wochen, Auszeichnungen, Anmerkungen) | Höchstplatzierung, Gesamtwochen, AuszeichnungChartplatzierungen (Jahr, Titel, Platzierungen, Wochen, Auszeichnungen, Anmerkungen) | Anmerkungen                                                                             |
| Jahr | Titel                 | DE | AT | CH | UK | US | Anmerkungen                                                                             |
| ---- | --------------------- | --- | --- | --- | --- | --- | --------------------------------------------------------------------------------------- |
| 1981 | Too Fast for Love     | — | — | CH95 (1 Wo.)CH | — | US77 Platin · (62 Wo.)US | Erstveröffentlichung: 10. November 1981 Charteinstieg in CH erst 2022                   |
| 1983 | Shout at the Devil    | DE42 (1 Wo.)DE | — | CH59 (2 Wo.)CH | — | US17 ×4Vierfachplatin · (111 Wo.)US                                                                                               | Erstveröffentlichung: 26. September 1983 Charteinstieg in CH erst 2022, in DE erst 2023 |
| 1985 | Theatre of Pain       | DE44 (9 Wo.)DE | — | CH25 (4 Wo.)CH | UK36 (3 Wo.)UK | US6 ×4Vierfachplatin · (72 Wo.)US                                                                                                 | Erstveröffentlichung: 21. Juni 1985                                                     |
| 1987 | Girls, Girls, Girls   | DE46 (4 Wo.)DE | — | CH13 (7 Wo.)CH | UK14 Silber · (11 Wo.)UK | US2 ×4Vierfachplatin · (46 Wo.)US                                                                                                 | Erstveröffentlichung: 15. Mai 1987                                                      |
| 1989 | Dr. Feelgood          | DE21 (14 Wo.)DE | — | CH7 Gold · (12 Wo.)CH | UK4 Gold · (7 Wo.)UK | US1 ×6Sechsfachplatin · (109 Wo.)US                                                                                               | Erstveröffentlichung: 1. September 1989                                                 |
| 1994 | Mötley Crüe           | DE55 (9 Wo.)DE | AT25 (7 Wo.)AT | CH21 (8 Wo.)CH | UK17 (2 Wo.)UK | US7 Gold · (10 Wo.)US | Erstveröffentlichung: 15. März 1994                                                     |
| 1997 | Generation Swine      | — | — | — | UK80 (1 Wo.)UK | US4 Gold · (9 Wo.)US | Erstveröffentlichung: 24. Juni 1997                                                     |
| 2000 | New Tattoo            | — | — | — | — | US41 (6 Wo.)US | Erstveröffentlichung: 11. Juli 2000                                                     |
| 2008 | Saints of Los Angeles | DE88 (1 Wo.)DE | AT73 (1 Wo.)AT | CH42 (4 Wo.)CH | UK78 (1 Wo.)UK | US4 (12 Wo.)US | Erstveröffentlichung: 24. Juni 2008                                                     |

grau schraffiert: keine Chartdaten aus diesem Jahr verfügbar

### Livealben
| Jahr | Titel                        | Höchstplatzierung, Gesamtwochen, AuszeichnungChartplatzierungen (Jahr, Titel, Platzierungen, Wochen, Auszeichnungen, Anmerkungen) | Höchstplatzierung, Gesamtwochen, AuszeichnungChartplatzierungen (Jahr, Titel, Platzierungen, Wochen, Auszeichnungen, Anmerkungen) | Höchstplatzierung, Gesamtwochen, AuszeichnungChartplatzierungen (Jahr, Titel, Platzierungen, Wochen, Auszeichnungen, Anmerkungen) | Höchstplatzierung, Gesamtwochen, AuszeichnungChartplatzierungen (Jahr, Titel, Platzierungen, Wochen, Auszeichnungen, Anmerkungen) | Höchstplatzierung, Gesamtwochen, AuszeichnungChartplatzierungen (Jahr, Titel, Platzierungen, Wochen, Auszeichnungen, Anmerkungen) | Anmerkungen                             |
| Jahr | Titel                        | DE | AT | CH | UK | US | Anmerkungen                             |
| ---- | ---------------------------- | --- | --- | --- | --- | --- | --------------------------------------- |
| 1999 | Live: Entertainment or Death | — | — | — | — | US133 (2 Wo.)US | Erstveröffentlichung: 23. November 1999 |
| 2016 | The End: Live in Los Angeles | DE30 (1 Wo.)DE | — | CH46 (1 Wo.)CH | — | — | Erstveröffentlichung: 4. November 2016  |

Weitere Livealben
- 2006: Carnival of Sins Live (US: Platin)

### Kompilationen
| Jahr | Titel                                      | Höchstplatzierung, Gesamtwochen, AuszeichnungChartplatzierungen (Jahr, Titel, Platzierungen, Wochen, Auszeichnungen, Anmerkungen) | Höchstplatzierung, Gesamtwochen, AuszeichnungChartplatzierungen (Jahr, Titel, Platzierungen, Wochen, Auszeichnungen, Anmerkungen) | Höchstplatzierung, Gesamtwochen, AuszeichnungChartplatzierungen (Jahr, Titel, Platzierungen, Wochen, Auszeichnungen, Anmerkungen) | Höchstplatzierung, Gesamtwochen, AuszeichnungChartplatzierungen (Jahr, Titel, Platzierungen, Wochen, Auszeichnungen, Anmerkungen) | Höchstplatzierung, Gesamtwochen, AuszeichnungChartplatzierungen (Jahr, Titel, Platzierungen, Wochen, Auszeichnungen, Anmerkungen) | Anmerkungen                             |
| Jahr | Titel                                      | DE | AT | CH | UK | US | Anmerkungen                             |
| ---- | ------------------------------------------ | --- | --- | --- | --- | --- | --------------------------------------- |
| 1991 | Decade of Decadence ’81–’91                | — | — | CH22 (4 Wo.)CH | UK20 (3 Wo.)UK | US2 ×2Doppelplatin · (37 Wo.)US                                                                                                   | Erstveröffentlichung: 19. Oktober 1991  |
| 1998 | Greatest Hits                              | — | — | CH85 (1 Wo.)CH | UK— SilberUK | US20 Platin · (78 Wo.)US | Erstveröffentlichung: 14. November 1998 |
| 2005 | Red, White & Crüe                          | — | — | — | UK67 (3 Wo.)UK | US6 Platin · (20 Wo.)US | Erstveröffentlichung: 1. Februar 2005   |
| 2019 | The Dirt Soundtrack                        | DE33 (2 Wo.)DE | AT29 (2 Wo.)AT | CH8 (3 Wo.)CH | UK32 (3 Wo.)UK | US10 (18 Wo.)US | Erstveröffentlichung: 22. März 2019     |
| 2023 | Crücial Crüe – The Studio Albums 1981–1989 | DE10 (1 Wo.)DE | — | CH34 (1 Wo.)CH | — | — | Erstveröffentlichung: 17. Februar 2023  |

Weitere Kompilationen
- 1999: Supersonic and Demonic Relics
- 2003: The Millennium Collection: The Best of
- 2004: Loud as Fuck

### EPs
| Jahr | Titel     | Höchstplatzierung, Gesamtwochen, AuszeichnungChartplatzierungen (Jahr, Titel, Platzierungen, Wochen, Auszeichnungen, Anmerkungen) | Höchstplatzierung, Gesamtwochen, AuszeichnungChartplatzierungen (Jahr, Titel, Platzierungen, Wochen, Auszeichnungen, Anmerkungen) | Höchstplatzierung, Gesamtwochen, AuszeichnungChartplatzierungen (Jahr, Titel, Platzierungen, Wochen, Auszeichnungen, Anmerkungen) | Höchstplatzierung, Gesamtwochen, AuszeichnungChartplatzierungen (Jahr, Titel, Platzierungen, Wochen, Auszeichnungen, Anmerkungen) | Höchstplatzierung, Gesamtwochen, AuszeichnungChartplatzierungen (Jahr, Titel, Platzierungen, Wochen, Auszeichnungen, Anmerkungen) | Anmerkungen                            |
| Jahr | Titel     | DE | AT | CH | UK | US | Anmerkungen                            |
| ---- | --------- | --- | --- | --- | --- | --- | -------------------------------------- |
| 2024 | Cancelled | — | — | CH52 (1 Wo.)CH | — | — | Erstveröffentlichung: 11. Oktober 2024 |

Weitere EPs
- 1988: Raw Tracks
- 1990: Raw Tracks 2
- 1994: Quaternary

## Singles
| Jahr | Titel Album                                   | Höchstplatzierung, Gesamtwochen, AuszeichnungChartplatzierungen (Jahr, Titel, Album, Platzierungen, Wochen, Auszeichnungen, Anmerkungen) | Höchstplatzierung, Gesamtwochen, AuszeichnungChartplatzierungen (Jahr, Titel, Album, Platzierungen, Wochen, Auszeichnungen, Anmerkungen) | Höchstplatzierung, Gesamtwochen, AuszeichnungChartplatzierungen (Jahr, Titel, Album, Platzierungen, Wochen, Auszeichnungen, Anmerkungen) | Höchstplatzierung, Gesamtwochen, AuszeichnungChartplatzierungen (Jahr, Titel, Album, Platzierungen, Wochen, Auszeichnungen, Anmerkungen) | Höchstplatzierung, Gesamtwochen, AuszeichnungChartplatzierungen (Jahr, Titel, Album, Platzierungen, Wochen, Auszeichnungen, Anmerkungen) | Anmerkungen                             | [↑]: gemeinsam behandelt mit vorhergehendem Eintrag; [←]: in beiden Charts platziert |
| Jahr | Titel Album                                   | DE | AT | CH | UK | US | Anmerkungen                             |                                                                                      |
| ---- | --------------------------------------------- | --- | --- | --- | --- | --- | --------------------------------------- | ------------------------------------------------------------------------------------ |
| 1984 | Looks That Kill Shout at the Devil            | — | — | — | — | US54 (10 Wo.)US | Erstveröffentlichung: 4. Januar 1984    |                                                                                      |
| 1984 | Too Young to Fall in Love Shout at the Devil  | — | — | — | — | US90 (2 Wo.)US | Erstveröffentlichung: 30. April 1984    |                                                                                      |
| 1985 | Smokin’ in the Boys’ Room Theater of Pain     | — | — | — | UK37 (9 Wo.)UK | US16 (15 Wo.)US | Erstveröffentlichung: Juni 1985         |                                                                                      |
| 1985 | Home Sweet Home Theater of Pain               | — | — | —[UK: ↑] | UK37 (9 Wo.)UK | US37 (23 Wo.)US | Erstveröffentlichung: September 1985    |                                                                                      |
| 1987 | Girls, Girls, Girls                           | — | — | — | UK26 Silber · (6 Wo.)UK | US12 (15 Wo.)US | Erstveröffentlichung: Mai 1987          |                                                                                      |
| 1987 | You’re All I Need Girls, Girls, Girls         | — | — | — | UK23 (4 Wo.)UK | US83 (8 Wo.)US | Erstveröffentlichung: November 1987     |                                                                                      |
| 1989 | Dr. Feelgood                                  | — | — | — | UK50 (3 Wo.)UK | US6 Gold · (16 Wo.)US | Erstveröffentlichung: 28. August 1989   |                                                                                      |
| 1989 | Kickstart My Heart Dr. Feelgood               | — | — | — | UK— GoldUK | US27 (16 Wo.)US | Erstveröffentlichung: 20. November 1989 |                                                                                      |
| 1990 | Without You Dr. Feelgood                      | — | — | — | UK39 (3 Wo.)UK | US8 (17 Wo.)US | Erstveröffentlichung: 24. Februar 1990  |                                                                                      |
| 1990 | Don’t Go Away Mad (Just Go Away) Dr. Feelgood | — | — | — | — | US19 (16 Wo.)US | Erstveröffentlichung: 28. Mai 1990      |                                                                                      |
| 1990 | Same Ol’ Situation (S.O.S.) Dr. Feelgood      | — | — | — | — | US78 (9 Wo.)US | Erstveröffentlichung: 31. Juli 1990     |                                                                                      |
| 1991 | Primal Scream Decade of Decadence 81-91       | — | — | — | UK32 (2 Wo.)UK | US63 (5 Wo.)US | Erstveröffentlichung: August 1991       |                                                                                      |
| 1994 | Hooligan’s Holiday Mötley Crüe                | — | — | — | UK36 (3 Wo.)UK | — | Erstveröffentlichung: Februar 1994      |                                                                                      |
| 1997 | Afraid Generation Swine                       | — | — | — | UK58 (2 Wo.)UK | — | Erstveröffentlichung: Juni 1997         |                                                                                      |
| 2005 | If I Die Tomorrow Red, White & Crüe           | — | — | — | UK63 (1 Wo.)UK | — | Erstveröffentlichung: Januar 2005       |                                                                                      |

Weitere Singles
- 1981: Stick to Your Guns
- 1982: Live Wire
- 1984: Helter Skelter
- 1986: Keep Your Eye on the Money
- 1987: Wild Side
- 1992: Angela
- 1994: Misunderstood
- 1997: Beauty
- 1997: Glitter
- 1998: Bitter Pill
- 2001: Hell on High Heels
- 2005: Sick Love Song
- 2008: Saints of Los Angeles
- 2012: Sex
- 2015: All Bad Things Must End
- 2024: Dogs of War
- 2024: (You Gotta) Fight for Your Right (to Party!)

## Videoalben
| Jahr | Titel                        | Höchstplatzierung, Gesamtwochen, AuszeichnungChartplatzierungen (Jahr, Titel, Platzierungen, Wochen, Auszeichnungen, Anmerkungen) | Höchstplatzierung, Gesamtwochen, AuszeichnungChartplatzierungen (Jahr, Titel, Platzierungen, Wochen, Auszeichnungen, Anmerkungen) | Höchstplatzierung, Gesamtwochen, AuszeichnungChartplatzierungen (Jahr, Titel, Platzierungen, Wochen, Auszeichnungen, Anmerkungen) | Höchstplatzierung, Gesamtwochen, AuszeichnungChartplatzierungen (Jahr, Titel, Platzierungen, Wochen, Auszeichnungen, Anmerkungen) | Höchstplatzierung, Gesamtwochen, AuszeichnungChartplatzierungen (Jahr, Titel, Platzierungen, Wochen, Auszeichnungen, Anmerkungen) | Anmerkungen                            |
| Jahr | Titel                        | DE | AT | CH | UK | US | Anmerkungen                            |
| ---- | ---------------------------- | --- | --- | --- | --- | --- | -------------------------------------- |
| 2016 | The End: Live In Los Angeles | — | — | — | UK3 (22 Wo.)UK | — | Erstveröffentlichung: 4. November 2016 |

Weitere Videoalben
- 1990: Dr. Feelgood The Videos (US: Platin)
- 1991: Uncensored (US: ×2Doppelplatin )
- 1992: Decade of Decadence 81-91 (US: Gold)
- 1998: Behind the Music: Mötley Crüe
- 2000: Lewd, Crued & Tattoed (US: Gold)
- 2003: Greatest Video Hits (US: Platin)
- 2005: Classic Mötley Crüe: Universal Masters DVD Collection
- 2006: Carnival of Sins Live (US: ×3Dreifachplatin )
- 2009: Crüe Fest

## Boxsets
- 2003: Music to Crash Your Car to: Vol. 1
- 2004: Music to Crash Your Car to: Vol. 2

## Statistik

### Chartauswertung
|                     | DE     | AT    | CH     | UK     | US     |
| ------------------- | ------ | ----- | ------ | ------ | ------ |
| Nummer-eins-Alben   | DE—DE  | AT—AT | CH—CH  | UK—UK  | US1US  |
| Top-10-Alben        | DE1DE  | AT—AT | CH1CH  | UK1UK  | US11US |
| Alben in den Charts | DE10DE | AT4AT | CH13CH | UK10UK | US16US |

|                       | DE    | AT    | CH    | UK    | US     |
| --------------------- | ----- | ----- | ----- | ----- | ------ |
| Nummer-eins-Singles   | DE—DE | AT—AT | CH—CH | UK—UK | US—US  |
| Top-10-Singles        | DE—DE | AT—AT | CH—CH | UK—UK | US2US  |
| Singles in den Charts | DE—DE | AT—AT | CH—CH | UK9UK | US12US |

### Auszeichnungen für Musikverkäufe
| Goldene Schallplatte - Australien - 1992: für das Album Decade of Decadence 81-91 - 1997: für das Album Shout at the Devil - Japan - 1990: für das Album Dr. Feelgood - 1991: für das Album Decade of Decadence 81-91 - 1994: für das Album Mötley Crüe - 1997: für das Album Generation Swine - Kanada - 2009: für das Album Saints of Los Angeles - 2011: für das Album Greatest Hits - Spanien - 2024: für die Single Kickstart My Heart | Platin-Schallplatte - Australien - 1990: für das Album Dr. Feelgood - 1990: für das Videoalbum Uncensored - 2006: für das Videoalbum Lewd, Crued & Tattoed - Kanada - 1991: für das Album Decade of Decadence 81-91 - Neuseeland - 1990: für das Album Dr. Feelgood 2× Platin-Schallplatte - Kanada - 1989: für das Album Girls, Girls, Girls - 2005: für das Album Red, White & Crue 3× Platin-Schallplatte - Kanada - 1988: für das Album Theatre of Pain - 1989: für das Album Shout at the Devil - 1990: für das Album Dr. Feelgood |

Anmerkung: Auszeichnungen in Ländern aus den Charttabellen bzw. Chartboxen sind in ebendiesen zu finden.
| Land/RegionAuszeichnungen für Musikverkäufe (Land/Region, Auszeichnungen, Verkäufe, Quellen) | Silber     | Gold       | Platin       | Verkäufe   | Quellen                   |
| -------------------------------------------------------------------------------------------- | ---------- | ---------- | ------------ | ---------- | ------------------------- |
| Australien (ARIA)                                                                            | —          | 2× Gold2   | 3× Platin3   | 170.000    | aria.com.au               |
| Japan (RIAJ)                                                                                 | —          | 4× Gold4   | —            | 400.000    | riaj.or.jp                |
| Kanada (MC)                                                                                  | —          | 2× Gold2   | 14× Platin14 | 1.500.000  | musiccanada.com           |
| Neuseeland (RMNZ)                                                                            | —          | —          | Platin1      | 20.000     | aotearoamusiccharts.co.nz |
| Schweiz (IFPI)                                                                               | —          | Gold1      | —            | 25.000     | hitparade.ch              |
| Spanien (Promusicae)                                                                         | —          | Gold1      | —            | 30.000     | elportaldemusica.es       |
| Vereinigte Staaten (RIAA)                                                                    | —          | 4× Gold4   | 30× Platin30 | 24.800.000 | riaa.com                  |
| Vereinigtes Königreich (BPI)                                                                 | 3× Silber3 | 2× Gold2   | —            | 820.000    | bpi.co.uk                 |
| Insgesamt                                                                                    | 3× Silber3 | 16× Gold16 | 48× Platin48 |            |                           |